# 鴨川町
鴨川町（かもがわまち）は、かつて千葉県安房郡（長狭郡）に存在した町。現在の鴨川市の中部に位置し、その中心地区にあたる。
長狭郡地域の行政中心地として、また物資集散地として発展した町である。本項では、1889年（明治22年）に町村制施行により編成された鴨川町（初代）、昭和の大合併の際に新設合併で成立した鴨川町（2代目）について扱う。現在の自治体である鴨川市は、1971年（昭和46年）に鴨川町など3町が合併し新設されたものである。

## 地理
鴨川市域の中部に位置しており、現在の鴨川市役所や鉄道駅（安房鴨川駅）を擁する中心地区にあたる。鴨川市域を町村制施行当時の町村（旧町村）によって12地区に区分する場合、初代鴨川町域が「鴨川地区」と呼ばれる。現在の大字では貝渚（かいすか）・磯村（いそむら）・前原（まえばら）・横渚（よこすか）が「鴨川地区」に含まれる。
鴨川市域を、鴨川市成立時およびその後の合併時の町村によって4地区に区分することもあり、この場合の「鴨川地区」は鴨川町（2代目）の範囲である。この「鴨川地区」には田原・西条・東条・鴨川の4つの旧町村が含まれる。
1926年（大正15年）時点の鴨川町（初代）は、西に田原村、南は峯岡山脈を隔てて太海村・曽呂村、北に西条村・東条村と接していた:1093。当時は全町を大浦・川口・貝渚・前原・横渚の5区に分けていた:1093。

## 歴史

### 前近代
鴨川町域は、前近代には安房国長狭郡に属していた地域である。平安時代末期、石橋山の戦いから安房へ逃れた源頼朝を、長狭郡の長狭常伴が襲撃して逆に討たれた。貝渚にある一戦場（いっせんば）がその戦場であると伝えられている。
近世、海岸沿いの前原・貝渚には伊南房州通往還が通り、町場が発展した。磯村は往年戸数700を数えた著名な漁村であったが、浸食によって土地が削られ（弁天島もかつては陸続きであったという）、住民の多くは貝渚に移住した:1094。
前原はもともと横渚の前面（海側）の原野であったためにこの名がある:1094。寛永19年（1643年）に町として成立した（町名取立）:1094。延宝年間（1673年 - 1681年）には紀伊国栖原村からマカセ網漁（イワシの漁法）が移入され:1095、漁業の拠点として、また干鰯の生産拠点として繁栄した
。元禄16年（1703年）の元禄地震までには600軒以上の民家が立ち並んでいたと伝えられるが、津波によって「前原一村ことごとく流れ、溺死千三百人、流失千軒」（牧野家文書「児安惣次左衛門万覚書写」）と記されるような壊滅的な被害を受けた。前原は長らく独立の村ではなく横渚村の一部とされていた。
宝暦4年（1754年）、のちの鴨川町域一円は大岡忠光（当時は上総国勝浦藩主、のち藩庁を移転し武蔵国岩槻藩主）の領地となった:1095。以後、岩槻藩大岡家が幕末まで当地の領主であった。安房国内にほかにも散在する飛び地領を支配するため、岩槻藩は取締出張所（前原陣屋とも）を蔵の台（米倉稲荷神社付近。現在の鴨川市横渚字蔵ノ台）に設けた。

### 近代

#### 町村制以前
慶応4年/明治元年（1868年）、遠江国横須賀藩3万5000石の藩主であった西尾忠篤が長狭郡一帯の領主として移された。花房村（現在の鴨川市花房）を将来の城地と定めたため花房藩と称したが、仮藩庁として蔵の台にあった元の岩槻藩取締出張所を使用した。明治4年（1871年）7月の廃藩置県によって花房藩は廃止されたが（同年11月に木更津県に編入、1873年（明治6年）に千葉県の一部となる）、前原はその後も安房東部の行政の中心地として役割を果たすことになる。明治5年（1872年）に大区小区制が敷かれると、木更津県第二大区（朝夷郡・長狭郡を管轄）の大区扱所が前原に置かれた:65。
1874年（明治7年）、横渚村から前原町が分村した。江戸時代後期から前原の分村を求める動きがあったが、これが実現したものである。
1878年（明治11年）、千葉県に郡区町村編制法が施行された。郡レベルの広域行政組織として、北条町に安房平朝夷長狭郡役所が置かれたが、1880年（明治13年）長狭郡などを管轄する郡役所出張所が前原に設けられた:497。
町村レベルの行政組織として、前原町は単独で戸長役場を置き、また貝渚村・磯村の連合（連合戸長役場）と、横渚村・滑谷村の連合が成立した。1884年（明治17年）に戸長役場の管轄変更が行われると、前原町・横渚村・滑谷村が連合した。

#### 鴨川町（初代）

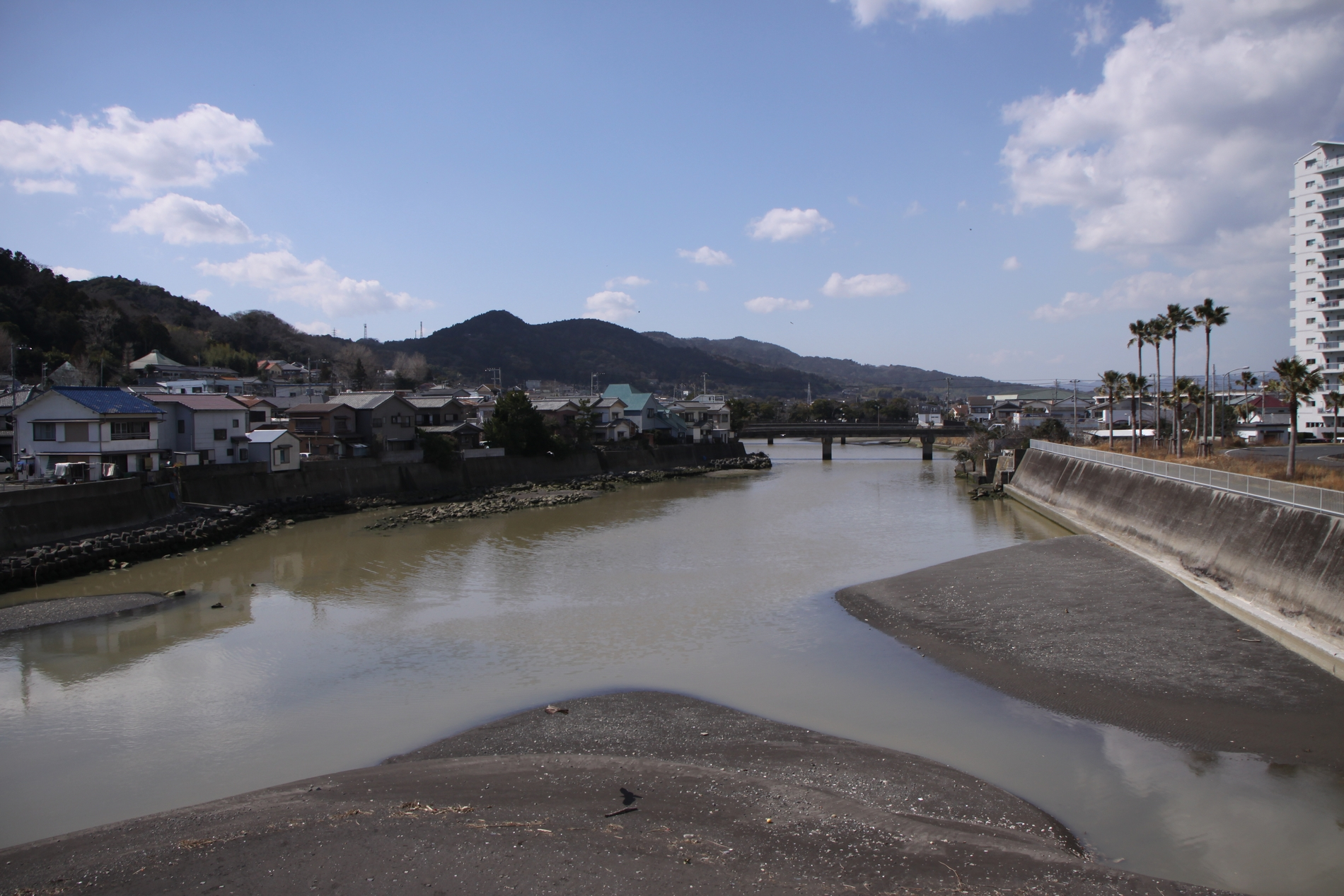
現代の加茂川（2011年）。河口付近から西（上流方向）。右（北）が前原、左（南）が貝渚

1889年（明治22年）、町村制の施行にともない、前原町・横渚村・貝渚村・磯村が合併して鴨川町が発足した。「鴨川町」という町名は発足に際して新たに定められたもので、町域を加茂川を流れていることから来ている。
『明治22年千葉県町村分合資料』に記載された鴨川町の「新町名撰定ノ事由」によれば、4町村のうち最も著名な前原町の名をそのまま新町名とする案があったものの、資力や戸数で貝渚村に及ばないことから、前原町と貝渚村の間を流れる加茂川の名を採ったという経緯が記されている。
このほか、「加茂（賀茂）」が長狭郡所在の郷として平安時代成立の『倭名類聚抄』（『倭名抄』）にも記載される由緒ある地名であること（加茂郷の正確な所在地は不明であるが、加茂川が流れるこの地域にあると考えられた）も参照された。「加茂川」ではなく「鴨川」としたのは、字数・字体を整えるためのようである。

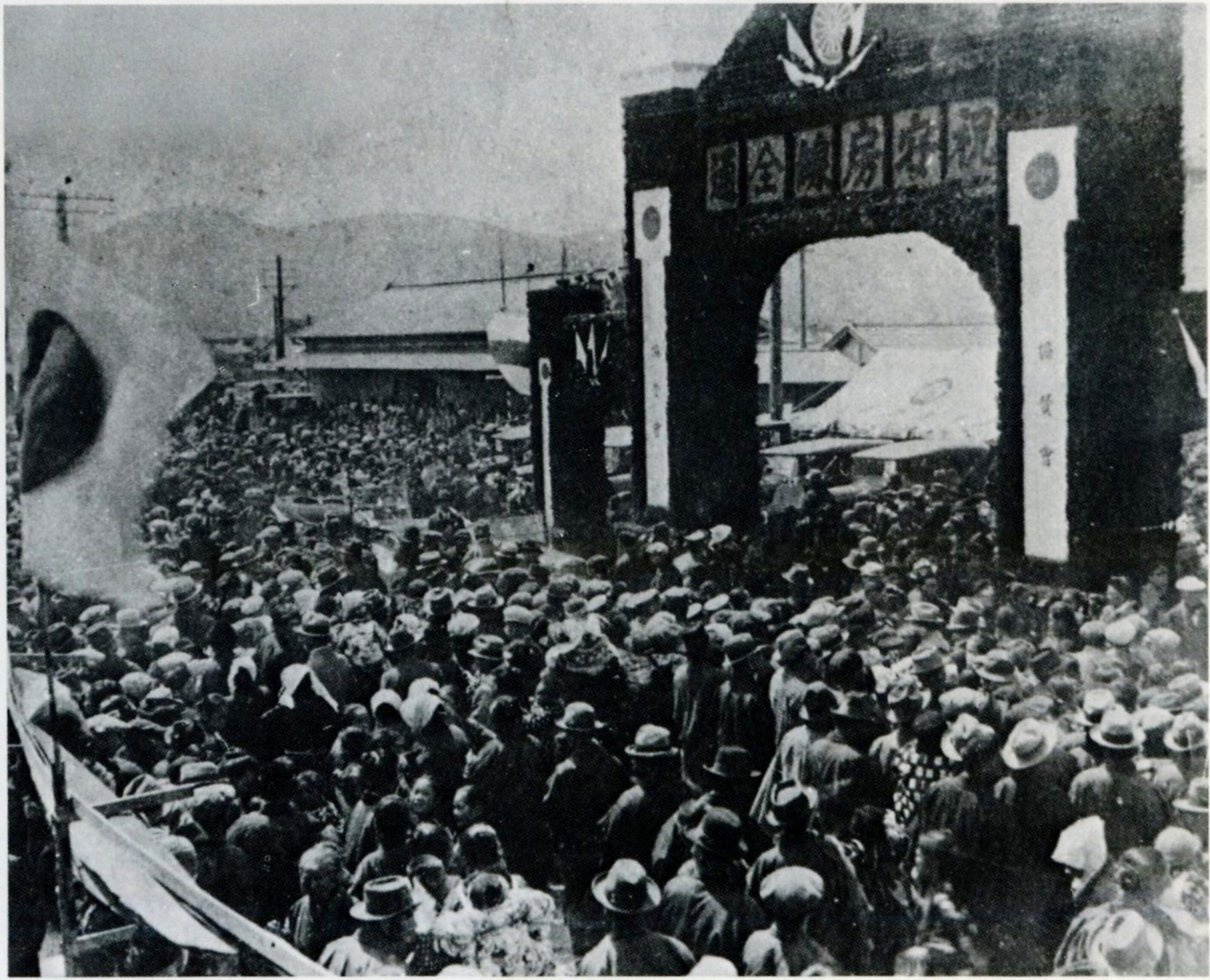
安房鴨川駅前における房総東西線全通祝賀式（1929年）

1925年（大正14年）、北条線（現在の内房線にあたる）の太海駅 - 安房鴨川駅間が延伸開業し、安房鴨川駅が開業。1929年（昭和4年）には房総線（現在の外房線にあたる）の上総興津駅 - 安房鴨川駅間が延伸開業し、房総半島を一周する線路がつながった。
1953年（昭和28年）5月6日、昭和天皇が町内に行幸。御泊所（吉田屋旅館）前では地引網や提灯行列が行われた。

#### 鴨川町（2代目）
1954年（昭和29年）、鴨川町は田原村、西条村、東条村と合併し、鴨川町（2代目）が新設された。新自治体名に鴨川町が採用されたのは「鴨川町は長狭地方における経済、交通、文化の中心であるばかりでなく、房州の観光地として全国的に有名なところであるので、それを町名とすることは新町全体の発展という見地から見ても適当」とされたためである。
1970年、鴨川シーワールドが開業。リゾート地区としての開発が加速することになる。
1971年（昭和46年）、「三万市制特例法」のもと、鴨川町・江見町・長狭町が合併し、新設された鴨川市の一部となった。

### 行政区画・自治体沿革
- 1889年（明治22年）4月1日 - 町村制施行により前原町、横渚村、貝渚村、磯村が合併して長狭郡鴨川町（初代）が発足。
- 1897年（明治30年）4月1日 - 長狭郡が統合されて安房郡となる。
- 1954年（昭和29年）7月1日 - 田原村、西条村、東条村と合併し、改めて鴨川町（2代目）を新設。
- 1971年（昭和46年）3月31日 - 江見町、長狭町と合併し、鴨川市を新設。同日鴨川町廃止。

## 社会

### 経済
1888年（明治21年）に記された『明治22年千葉県町村分合資料』によれば、前原町は商業と漁業、その他の村は漁業と農業で生計を立てていたとある。
1926年（大正15年）発行の『千葉県安房郡誌』において、鴨川町は「安房第二の名邑」を称している:1096。住民の生業としては漁業が最も多く、商業がこれに次ぐとしている:1096。同書では海産品としてイワシ・カツオ・サバ・サンマ・アジを挙げ:1096、商業は旧長狭郡一帯の物資集散地としての活発な活動が記されている:1096。
1971年（昭和46年）、鴨川市発足時の鴨川町について、農業と漁業が盛んであるとともに、旧長狭郡の経済の中心地・物資の集散地として商業で繁栄していたこと、また、観光拠点としても発展を見せていたことが特徴として挙げられている。

## 交通

### 鉄道
- 国鉄（現JR東日本）
  - 房総西線（現内房線）、房総東線（現外房線）：安房鴨川駅

## 人物

### おもな出身者
- 畠山勇子 - 1865年、鴨川町発足前の横渚出身。大津事件発生に際し切腹したことで知られる。観音寺に顕彰碑があり、雛人形が奉納されている[11]。
- 鈴木真砂女 - 1906年生まれ、俳人。実家は老舗旅館の吉田屋旅館（現在の鴨川グランドホテル）。
- 太田秋郎 - 1925年生まれ、鶴岡市立荘内病院院長